# Polska Liga Western i Rodeo
Polska Liga Western i Rodeo (w skrócie PLWiR) – największe polskie stowarzyszenie zajmujące się organizowaniem, popularyzacją i promocją dyscyplin jeździeckich western i rodeo.

## Założenie
Polska Liga Western i Rodeo została założona 8 maja 2002. W dniu 6 lipca 2002 przyjęto statut, wyłoniono władze i zatwierdzono logo stowarzyszenia. Polska Liga Western i Rodeo została wpisana do KRS 18 listopada 2002.

## Działalność
Polska Liga Western i Rodeo zajmuje się organizowaniem mistrzostw Polski, które są rozgrywane w następujących konkurencjach:
- reining
- trail
- western pleasure
- western horsemanship
- pole bending
- barrel racing
- superhorse
- cutting
- calf roping
- working cow horse
- team penning

Pierwsze Mistrzostwa Polski PLWiR odbyły się w 2002 roku, kolejne odbywają się co rok.
Polska Liga Western i Rodeo wspólnie z Polskim Związkiem Jeździeckim ustalają skład kadry reprezentującej Polskę w konkurencjach związanych z jazdą w stylu western.

## Władze
Aktualnym prezesem zarządu jest Beata Baca, wybrana podczas walnego zebrania 29 marca 2014.